# Marantochloa incertifolia
Marantochloa incertifolia là một loài thực vật có hoa trong họ Marantaceae. Loài này được Dhetchuvi mô tả khoa học đầu tiên năm 1996.